# أنتوني هاميلتون (فنان قتال مختلط)
أنتوني هاميلتون (بالإنجليزية: Anthony Hamilton)‏ هو فنان قتال مختلط أمريكي، ولد في 14 أبريل 1980 في كينت في الولايات المتحدة.

## وصلات خارجية
- أنتوني هاميلتون على موقع يو إف سي (الإنجليزية)
- أنتوني هاميلتون على موقع شيردوغ (الإنجليزية)
- أنتوني هاميلتون على موقع IMDb (الإنجليزية)